# Hermann Wlach
Hermann Wlach (né Armin Wlach le 11 août 1884 à Vienne, Autriche-Hongrie et mort le 28 janvier 1962 à Zollikon, Suisse) est un acteur de théâtre et de cinéma autrichien.

## Biographie
De 1902 à 1904, il fréquenta l'Académie de musique et d'arts du spectacle de Vienne avant de signer son premier engagement au Schillertheater de Berlin. En 1906, il partit pour le Hebbel-Theater (de) puis travailla à partir de 1910 pour le Deutsches Schauspielhaus de Hambourg.
De 1913 à 1916, il joua pour le Kleine Theater, le théâtre Lessing et le Deutsches Theater de Berlin. Il retourna au Schauspielhaus entre 1916 et 1924 avant de devenir en 1925 l'assistant de Francesco Sioli (de) au Nationaltheater Mannheim.
En 1933, il s'exila au Schauspielhaus de Zurich où un de ses rôles les plus importants fut Nathan le Sage, personnage éponyme de la pièce de Gotthold Ephraim Lessing. C'est aussi au Schauspielhaus de Zurich qu'il participa en 1956 à la création de La Visite de la vieille dame, la pièce de Friedrich Dürrenmatt aujourd'hui la plus jouée au monde.
Parallèlement à cette carrière théâtrale, il tourna dans plusieurs films muets et quelques films parlants, dont 1914, fleurs meurtries, qui fut l'une de ses dernières apparitions à l'écran et où il interpréta Gottlieb von Jagow, ministre allemand des affaires étrangères entre 1913 et 1916.

## Filmographie
| - 1915: Der Schuß im Traum - 1915: Sein schwierigster Fall - 1915: Höhen und Tiefen - 1916: Die Sünde der Helga Arndt - 1916: Der Fall Hoop - 1916: Seine letzte Maske - 1920: Whitechapel. Eine Kette von Perlen und Abenteuern - 1920: Manolescus Memoiren / Fürst Lahory, der König der Diebe - 1921: Banditen im Frack - 1921: Der Perlenmacher von Madrid | - 1921: Die Gassenkönigin - 1921: Die rote Nacht - 1922: Das Geheimnis der grünen Villa - 1922: Strandgut der Leidenschaft - 1922: Das blonde Verhängnis / Das Schicksal einer Zirkusreiterin - 1923: Jimmy, ein Schicksal von Mensch und Tier - 1927: Mata Hari, die rote Tänzerin - 1930: 1914, die letzten Tage vor dem Weltbrand - 1931 : 1914, fleurs meurtries (1914, die letzten Tage vor dem Weltbrand), de Richard Oswald - 1957: Der 10. Mai |

## Source de la traduction
- (de) Cet article est partiellement ou en totalité issu de l’article de Wikipédia en allemand intitulé « Hermann Wlach » (voir la liste des auteurs).